# Station Odense
Station Odense is het derde station in Odense, Denemarken. Dit station  werd op 15 september 1995 geopend.

## Geschiedenis
Het huidige station is het derde station van Odense. Het eerste, zo'n tweehonderd meter westelijk van het huidige lag aan het oude tracé van de spoorlijn Nyborg - Fredericia en werd gesloten toen deze lijn in 1914 een meer noordelijke route om de stad kreeg en is inmiddels gesloopt. Het tweede station van Odense bestaat nog steeds en ligt naast het huidige.

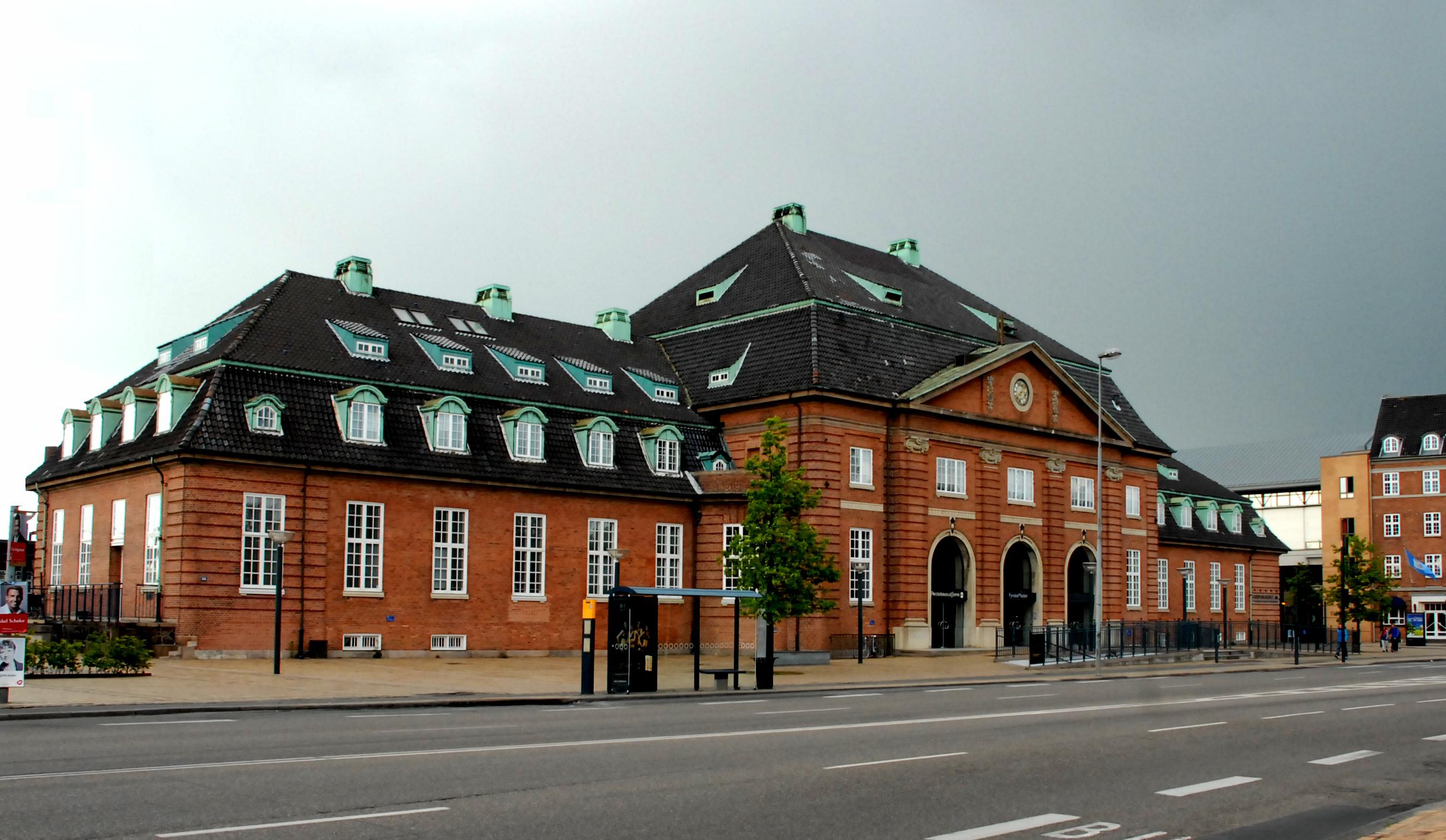
Het tweede station van Odense